# Euglenes wollastoni
Euglenes wollastoni là một loài bọ cánh cứng trong họ Aderidae. Loài này được Israelson miêu tả khoa học năm 1971.